# زلزال أرمينيا 1679
وقع زلزال أرمينيا عام 1679 (المعروف أيضًا باسم زلزال يريفان أو زلزال غارني) في 4 يونيو في منطقة يريفان في أرمينيا، التي كانت جزءًا من إيران الصفوية.
دُمرَت العديد من المباني نتيجة الزلزال. في يريفان تضررت معظم المباني البارزة. تدمرت قلعة يريفان بالكامل، وكذلك بعض الكنائس الشهيرة مثل: زورافور ومصلى جثسيمناي.
علاوة على ذلك، دُمرت قرية كناكر المجاورة بالكامل. كما انهار معبد غارني.